# Gloria Estefan
Gloria Estefan, egentligen Gloria María Milagrosa Fajardo García de Estefan, född 1 september 1957 i Havanna, är en kubansk-amerikansk sångerska, låtskrivare, skådespelerska och affärskvinna bosatt i Miami. 
Hennes band heter The Miami Sound Machine. Med dem hade hon flera hitsinglar såsom "Dr. Beat", "Bad Boy" och "Conga!" under mitten av 1980-talet. Som soloartist på 1990-talet hade hon stor framgång. Hon har skrivit många låtar och även någon barnbok. Gloria Estefan är gift med Emilio Estefan Jr. och har två barn med honom, Nayib (1980) och Emily Marie (1994).
Hon gav ut julalbumet Christmas Through Your Eyes 1993.

## Diskografi (urval)
Studioalbum
- 1989 – Cuts Both Ways
- 1991 – Into the Light
- 1993 – Mi Tierra
- 1993 – Christmas Through Your Eyes
- 1994 – Hold Me, Thrill Me, Kiss Me
- 1995 – Abriendo Puertas
- 1996 – Destiny
- 1998 – gloria!
- 2000 – Alma Caribeña
- 2003 – Unwrapped
- 2007 – 90 Millas
- 2011 – Miss Little Havana
- 2013 – The Standards